# Gare centrale d'Arnhem
La gare centrale d'Arnhem ou Arnhem-Central (en néerlandais : Station Arnhem Centraal) est la principale gare ferroviaire du chef-lieu de la province néerlandaise de Gueldre, Arnhem. Desservie par l'ICE International, elle est principalement destinée aux voyageurs des Nederlandse Spoorwegen (NS), étant desservie par des trains régionaux (Sprinter) et nationaux (Intercity).

## Situation ferroviaire
Située sur la ligne d'Amsterdam à la frontière allemande (Rhijnspoorweg), la gare sert de terminus sud à la ligne d'Arnhem à Leeuwarden et de terminus nord à la ligne d'Arnhem à Nimègue.

## Histoire
Le premier bâtiment destiné à accueillir des voyageurs sur le site ouvre le 14 mai 1845. La ligne venant d'Amsterdam arrive officiellement à Arnhem deux jours plus tard, avec l'inauguration du tronçon depuis Veenendaal. Le 15 février 1856, la ligne est complétée avec l'inauguration de la section jusqu'à Elten. 
Le 19 novembre 2015, le quatrième bâtiment servant à la ville de gare centrale est inauguré.

Nouveau bâtiment
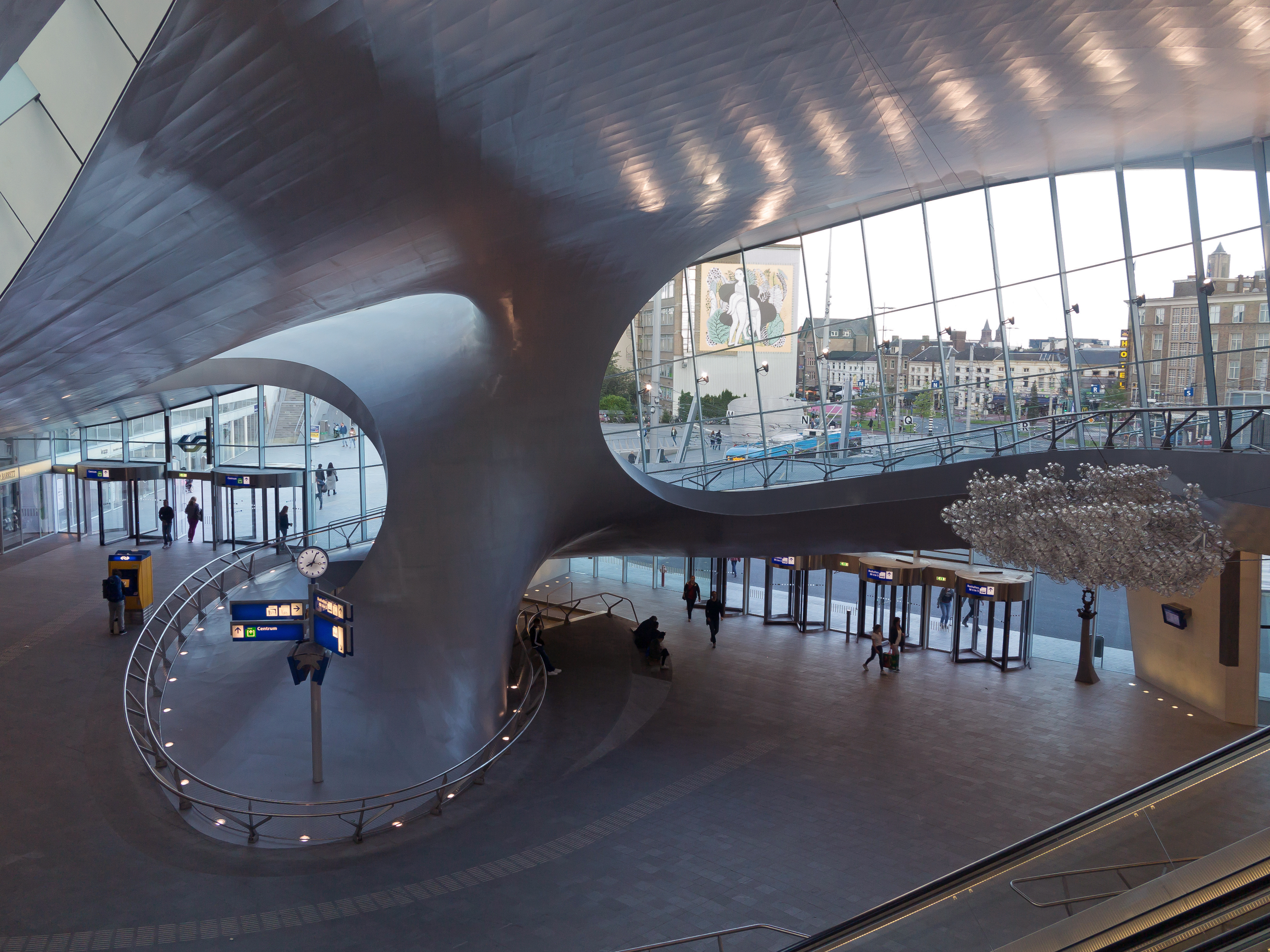
Vestibule.
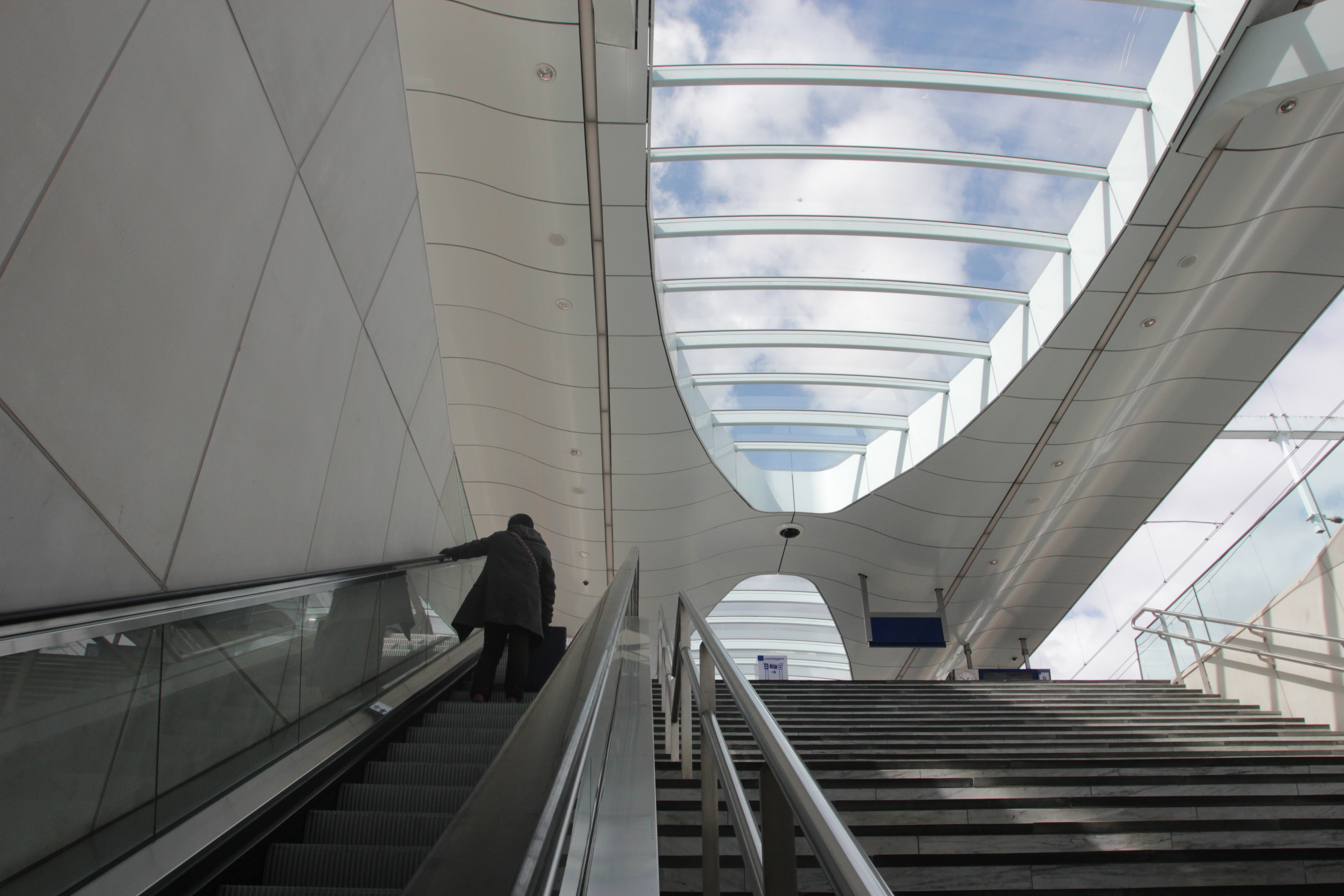
Accès aux voies.
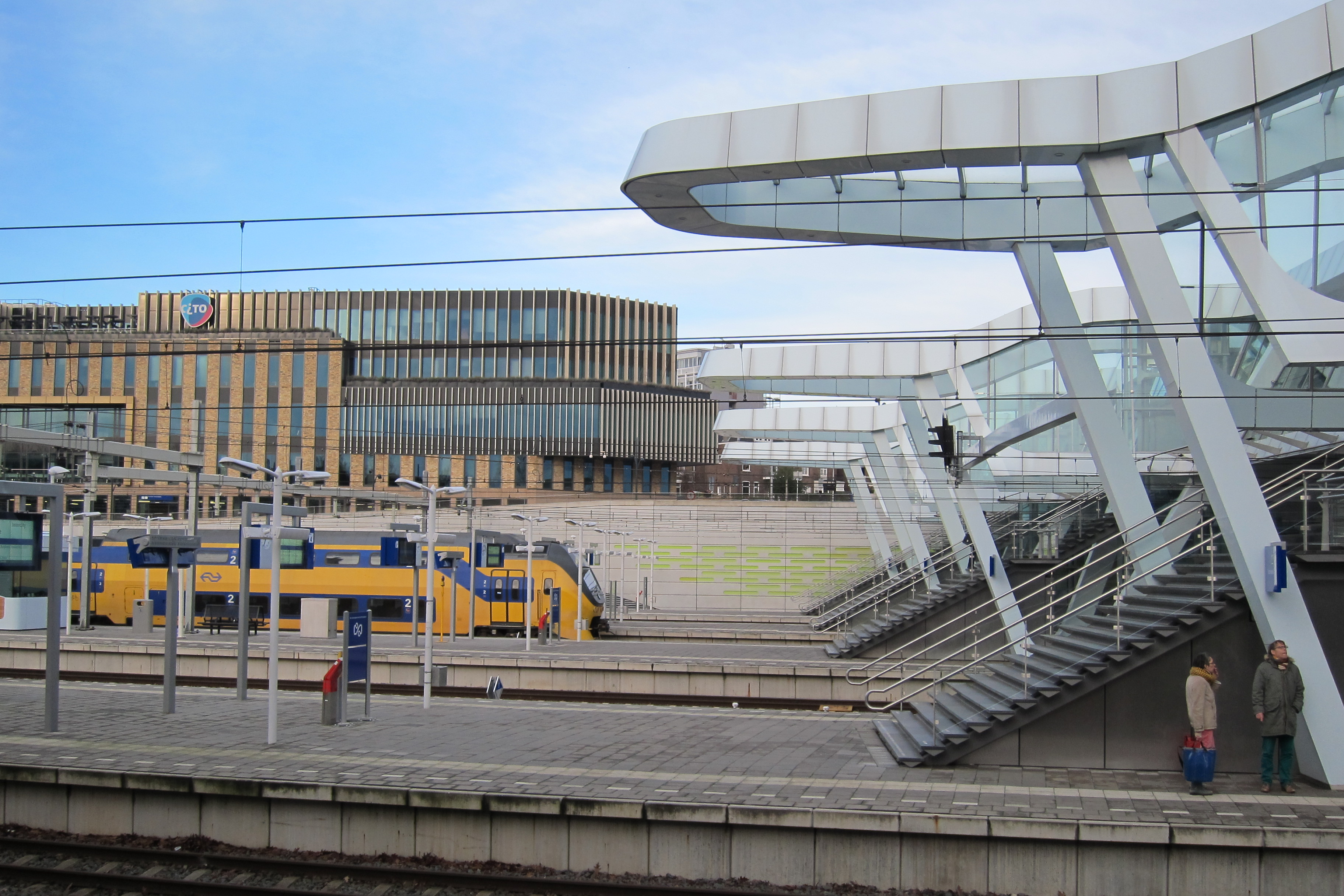
Quais.